# Ziegenhelle

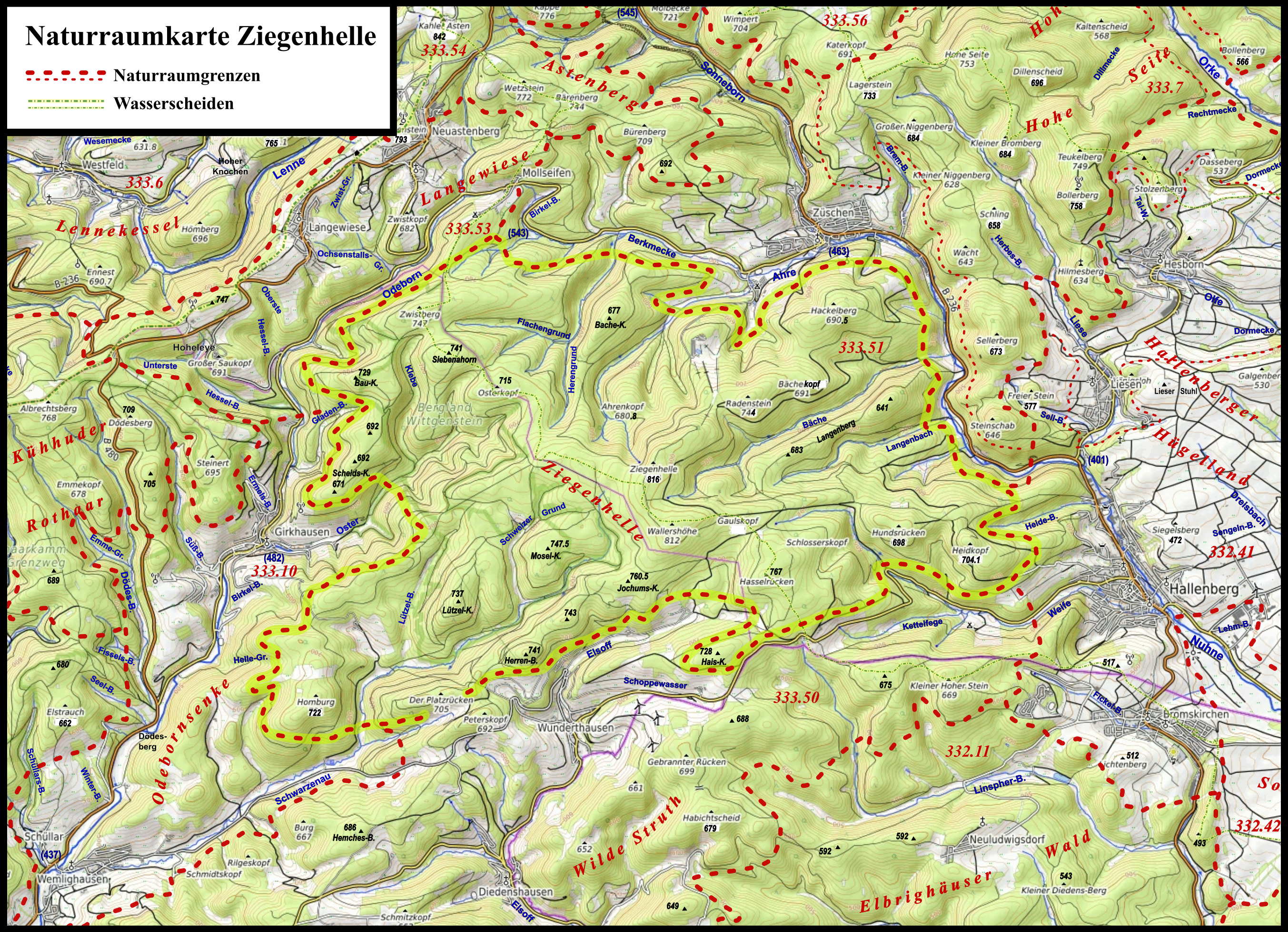
Naturräumliche Karte des Ziegenhellenmassivs; mit im Ausschnitt enthalten sind die „Konkurrenzberge“ Kahler Asten (842 m) im westlichen Norden und Bollerberg (758 m) im Nordosten als Dominanz-Nehmer und -Geber.

Die Ziegenhelle nahe Züschen ist ein 816,1 m ü. NHN hoher Berg des Rothaargebirges im nordrhein-westfälischen Hochsauerlandkreis (Deutschland). Sie bildet das Zentrum eines sternförmigen, in Ostnordostrichtung bis 12 km und in Südsüdostrichtung bis 7 km einnehmenden Bergmassivs, das nach Südwesten weit in den Kreis Siegen-Wittgenstein reicht, und gehört zu den ausgedehntesten Erhebungen des Sauerlandes und des Rothaargebirges. Dieses Bergmassiv bildet den Naturraum Ziegenhelle.
Nahe dem Berggipfel steht der Aussichtsturm Ziegenhellenturm. Auf den nördlichen Berghängen liegt das Wintersportgebiet Snow World Züschen.

## Geographie

### Lage
Die Ziegenhelle liegt im Hochsauerland, dem höchsten Teil des Rothaargebirges. Sie erhebt sich im Naturpark Sauerland-Rothaargebirge etwa 4 km südwestlich von Züschen, einem Stadtteil von Winterberg. Nordwestlich ihrer Kuppe entspringt die Ahre, südöstlich der Kuppe der Nuhne-Zufluss Bäche und auf ihrer Südwestflanke die Schwarzenau. Nordöstlich der Ziegenhelle, über deren Gipfel eine Loipe führt, breitet sich das Wintersportgebiet Snow World Züschen aus. Etwa 20 m nordwestlich vom Gipfel (815,9 m) liegt auf 815,5 m Höhe ein trigonometrischer Punkt.

### Naturräumliche Zuordnung
Die Ziegenhelle ist naturräumlich wie folgt zugeordnet:
- (zu 33 Süderbergland)
  - (zu 333 Rothaargebirge)
    - (zu 333.5 Winterberger Hochland)
      - 333.51 Ziegenhelle (Naturraum)

### Berge und Gipfel des Naturraums
Etwa 850 m südlich des Gipfels der Ziegenhelle liegt ihr 812,1 m hoher Zweitgipfel Wallershöhe. Von diesen zentralen Erhebungen aus zweigen in einem Radius von 4 bis 6 km sternförmig diverse Bergrücken ab, die alle noch dem Ziegenhellen-Massiv zugerechnet werden. Eine Schartenhöhe von über 50 m weisen nur die Eckpfeiler Zwistberg (747,0 m, NW), Hackelberg (690,5 m, NO), Hundsrücken/Heidkopf (698,4 und 704,1 m, Doppelpfeiler, SO) und Homburg (721,8 m, SW) auf, wobei der Zwistberg mit 2,6 kmauch die höchste Dominanz hat, gefolgt von der Homburg und dem Heidkopf, welcher mit einem Aussichtsturm bestückt ist und als erinziger Berg in der Medebacher Bucht unmittelbar einem submontanen Naturraum gegenübersteht.
Der Hauptkamm an der Obereder-Mitteleder-Wasserscheide führt vom Zwistberg im Nordwesten über Ziegenhelle und Wallershöhe zum 766,6 m hohen Hasselrücken,  der dritthöchsten Erhebung des Massivs, jenseits derer die westliche Wasserscheide der Nuhne in der Wilden Struth und gleichzeitig in Hessen  nur noch 674,6 m (Lippestriesch) und 669,1 m (Kleiner Hoher Stein) erreicht, um schließlich in die flachwellige Medebacher Bucht bei Bromskirchen zu verschwinden.
Für eine annähernd vollständige Auflistung siehe den entsprechenden Abschnitt im Naturraumartikel!

## Schutzgebiete
Große Teile des Ziegenhellen-Massivs stehen unter Naturschutz, wovon der Kammbereich mit Ziegenhelle und Wallershöhe allerdings ausgespart ist. Siehe Abschnitt im Naturraum-Artikel!

## Ziegenhellenturm

### Vorgängerbauten
Im Jahr 1887 wurde auf dem Gipfel der Ziegenhelle ein Trigonometrischer Punkt festgelegt. Dazu wurde ein so genannter Festlegungsstein gesetzt und ein 11 m hohes Katastersignal errichtet. Für die eigentliche Triangulation wurde später an Stelle des Katastersignals ein 19,2 m hohes Vermessungsgerüst gebaut. Dieses Gerüst wurde anschließend vom Sauerländischen Gebirgsverein (SGV) als Aussichtsturm genutzt.
Auf Initiative der SGV-Abteilung Züschen wurde in den 1930er Jahren ein neuer hölzerner Aussichtsturm erbaut, da das alte Vermessungsgerüst verfallen war. Dieser Aussichtsturm wurde, weil er morsch war, 1973/74 abgerissen. Der danach neu errichtete Ziegenhellenturm, ein 15 m hoher Aussichtsturm aus Holz, wurde dann im Herbst 2010 wegen Baufälligkeit abgerissen.

### Heutiger Turm
Bis zum Jahresende 2009 sollte mit Hilfe von EU-Fördergeldern ein neuer Aussichtsturm errichtet werden; dies verzögerte sich jedoch bis zum Sommer 2011. Der Bau des neuen Ziegenhellenturmes wurde von dem örtlichen Heimat- und Verkehrsverein (30.000 €), von EU-Geldern und der Stadt Winterberg (1.250 €) finanziert. Von den Baukosten in Höhe von 78.956,50 € bekam die Stadt Winterberg 29.000 € als LEADER-Zuschüsse von der EU. Der neu erbaute Holzturm wurde am 30. Juli 2011 eingeweiht und steht etwa 25 m westlich des Berggipfels. Der etwa 14,7 m hohe Turm steht auf quadratischem Grundriss und hat eine überdachte achteckige Aussichtsplattform auf 11,6 m Höhe. Schon bei der Fertigstellung waren die Aussichtsmöglichkeiten durch den umgebenden Baumbestand stark eingeschränkt. Eine Rodung für eine bessere Aussicht wird geprüft. Durch den allgemeinen Rückzug der Fichten aus dem Rothaargebirge ist Stand 2022 ein fast durchgehender Rundblick möglich. Neben dem Turm steht eine hölzerne Schutzhütte.

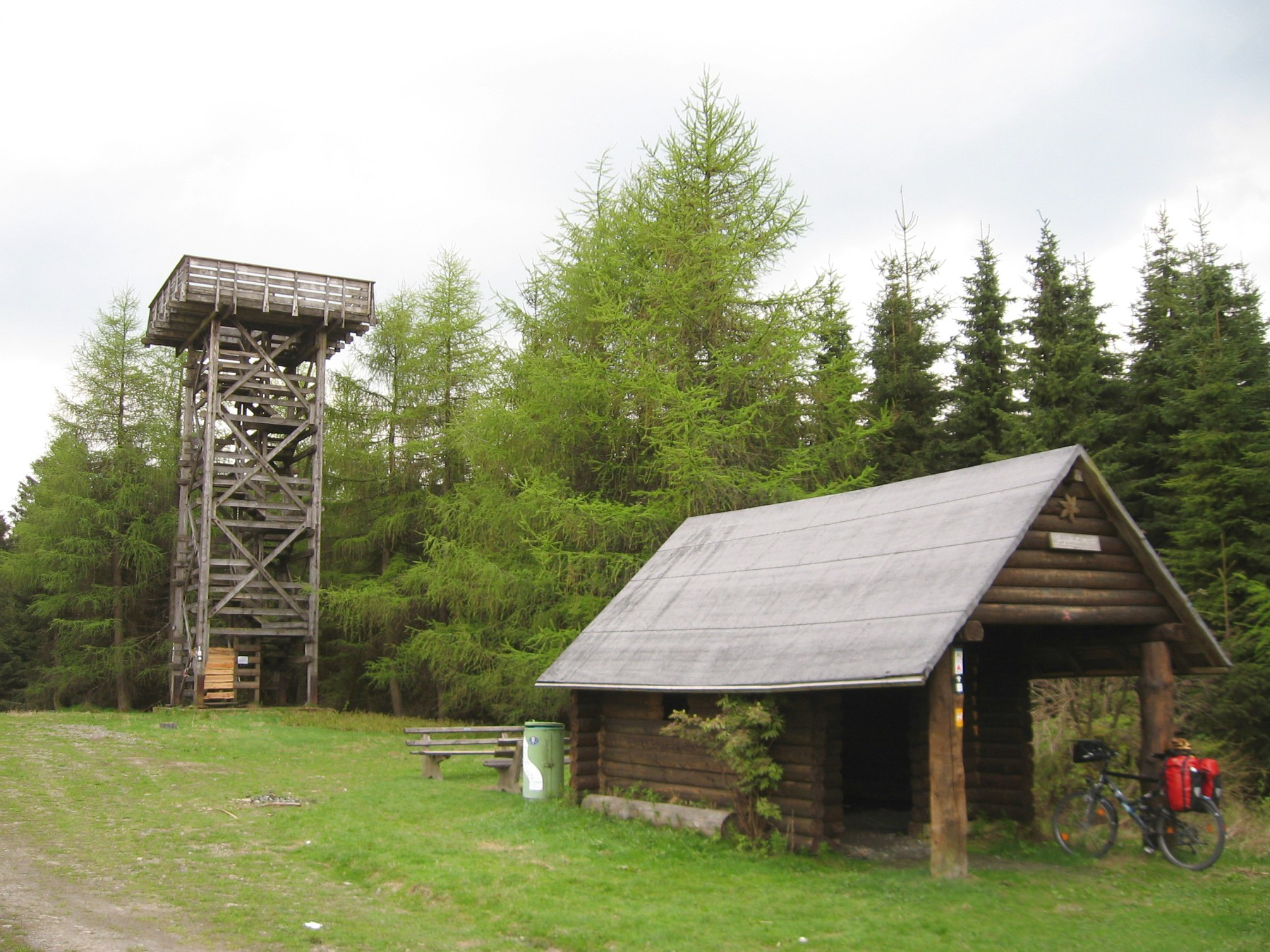
Gipfelregion der Ziegenhelle mit Schutzhütte und altem Ziegenhellenturm von 1973/1974 (Mai 2009)
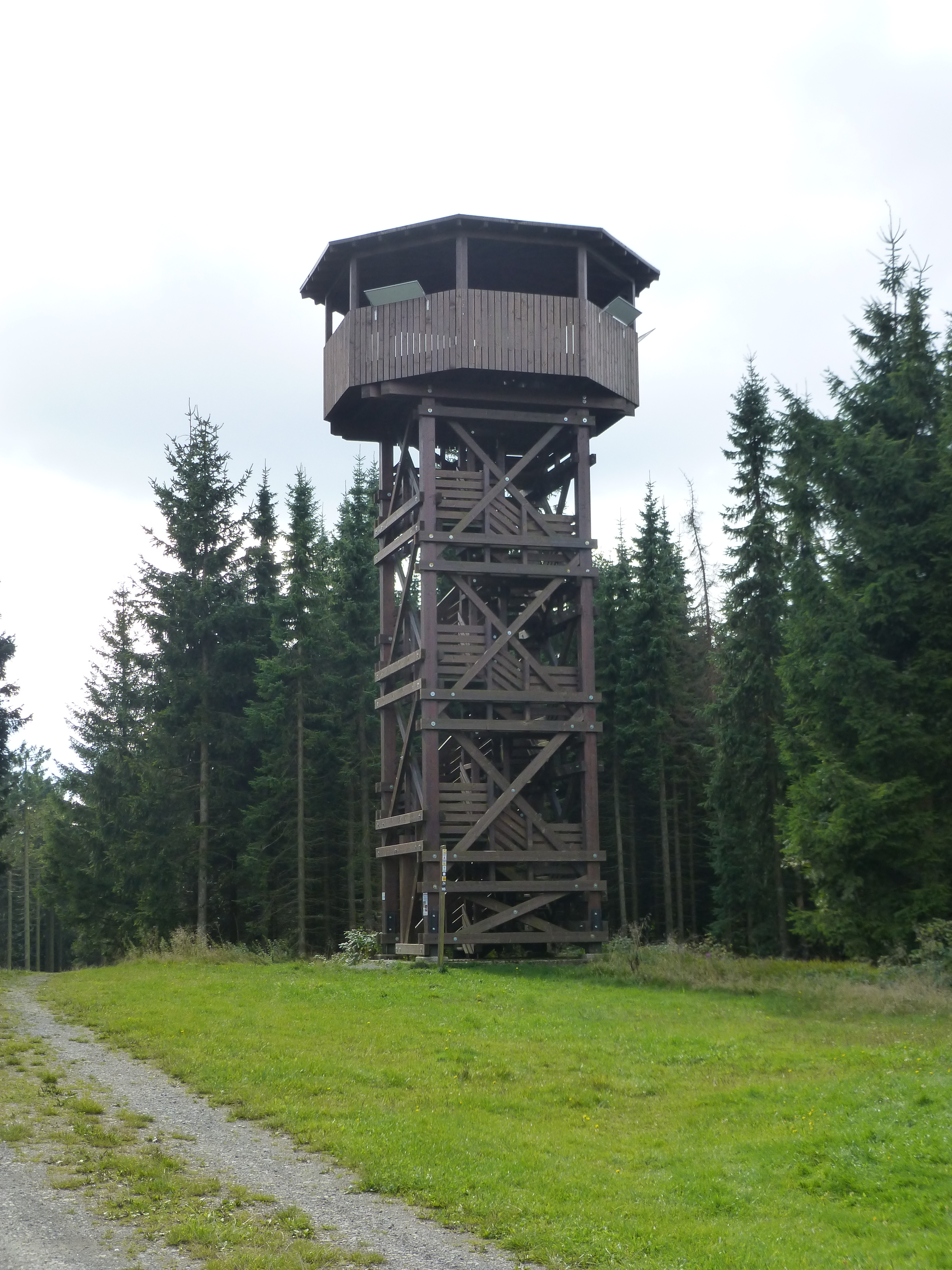
Neuer Ziegenhellenturm von 2011
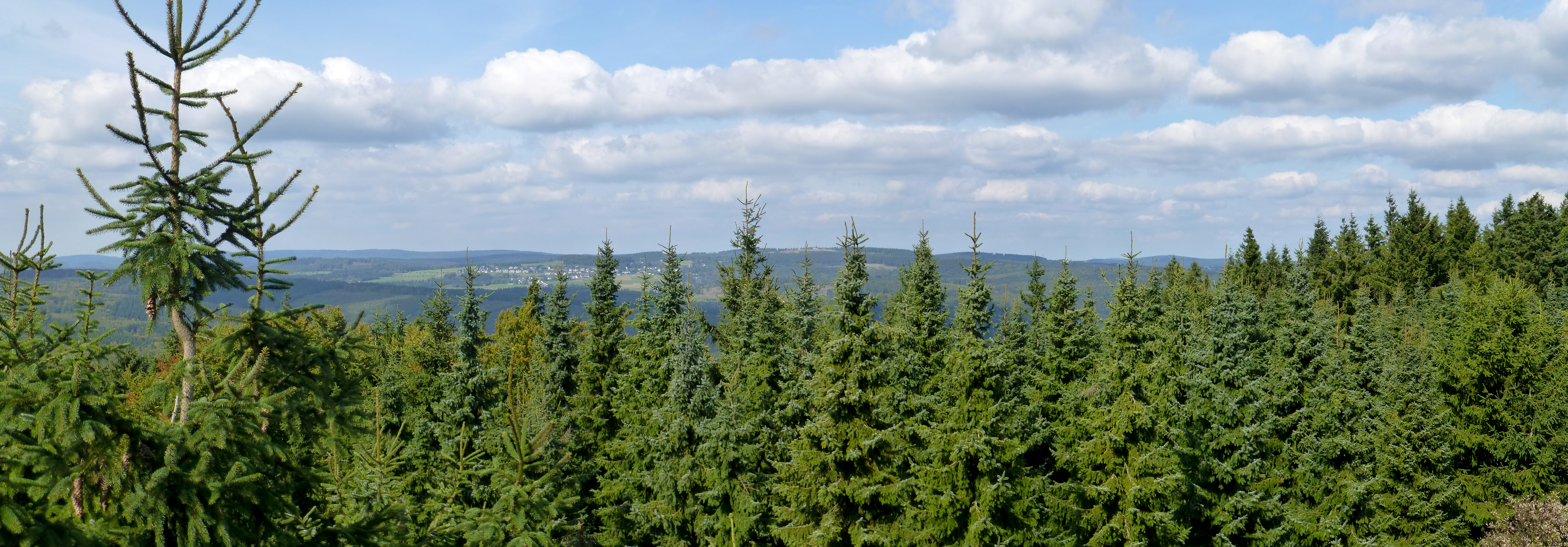
Ausblick vom Ziegenhelleturm in Richtung Neuastenberg 2017

## Verkehr und Wandern
Der Gipfel der Ziegenhelle ist nur über Wirtschafts- und Wanderwege erreichbar. Der nächstgelegene Parkplatz liegt am Nordhang des Berges beim Skigebiet Snow World Züschen und ist von der zwischen Züschen und Mollseifen verlaufenden Landesstraße 721 über eine asphaltierte Zufahrtsstraße erreichbar.
Über den Berg verläuft der Mythen- und Sagenweg, ein 26 km langer in Züschen beginnender Rundwanderweg sowie die 7. Etappe des Fernwanderwegs Sauerland-Höhenflug, die von Altastenberg über die Ziegenhelle nach Hallenberg führt.
Eine Herausforderung für Mountainbiker ist der Ziegenhelle-Uphill, der von Züschen zum Gipfel der Ziegenhelle führt.